# Großenbroder Fähre
Großenbroder Fähre ist ein ehemaliger Fährbahnhof und heutiger Siedlungsteil der Gemeinde Großenbrode im Landkreis Ostholstein in Schleswig-Holstein. Von 1903 bis 1963 war er Ausgangspunkt der Fährverbindung Großenbrode Fähre–Fehmarnsund, die das Festland mit der Insel Fehmarn verband.

## Geschichte
Großenbroder Fähre (1931)

Link zum Bild

Großenbroder Fähre (1962)

Link zum Bild

1881 eröffnete die Kreis Oldenburger Eisenbahn den Streckenabschnitt von Neustadt in Holstein nach Oldenburg in Holstein, der 1898 nach Lütjenbrode und Heiligenhafen erweitert wurde. 1903 wurde der Abschnitt von Lütjenbrode nach Großenbroder Fähre eröffnet und ab dem 8. September 1905 die Eisenbahnfährverbindung über den Fehmarnsund auf die Insel Fehmarn eingerichtet, die Kleinbahn Lütjenbrode-Orth als Vorläufer der späteren Inselbahn Fehmarn. Eine Dampffähre stellte die Verbindung über den Fehmarnsund her.
Zum 1. August 1941 wurde die Kreis Oldenburger Eisenbahn in die Deutsche Reichsbahn integriert, die auch die Fährverbindung über den Fehmarnsund übernahm. 
Mit Eröffnung der Fehmarnsundbrücke und der Vogelfluglinie 1963 wurde die Fährverbindung von Großenbrode Fähre zur Insel Fehmarn eingestellt. Gleichzeitig wurde die Eisenbahnverbindung von Großenbrode nach Großenbroder Fähre stillgelegt und alsbald zurückgebaut.
Heute wird Großenbroder Fähre überwiegend touristisch und als Yachthafen genutzt.

## Galerie

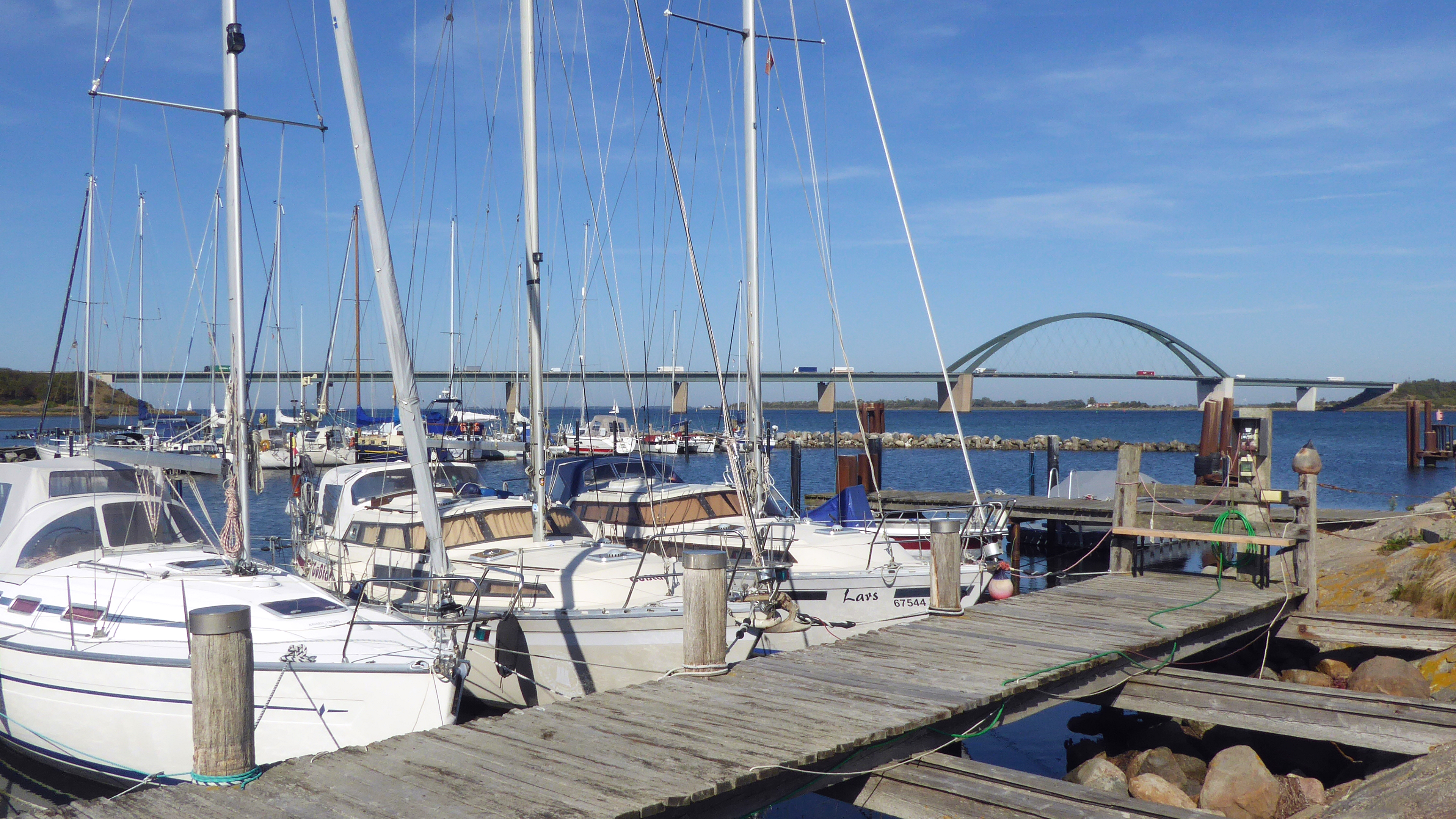
Großenbroder Fähre vor der Fehmarnsundbrücke (2018)
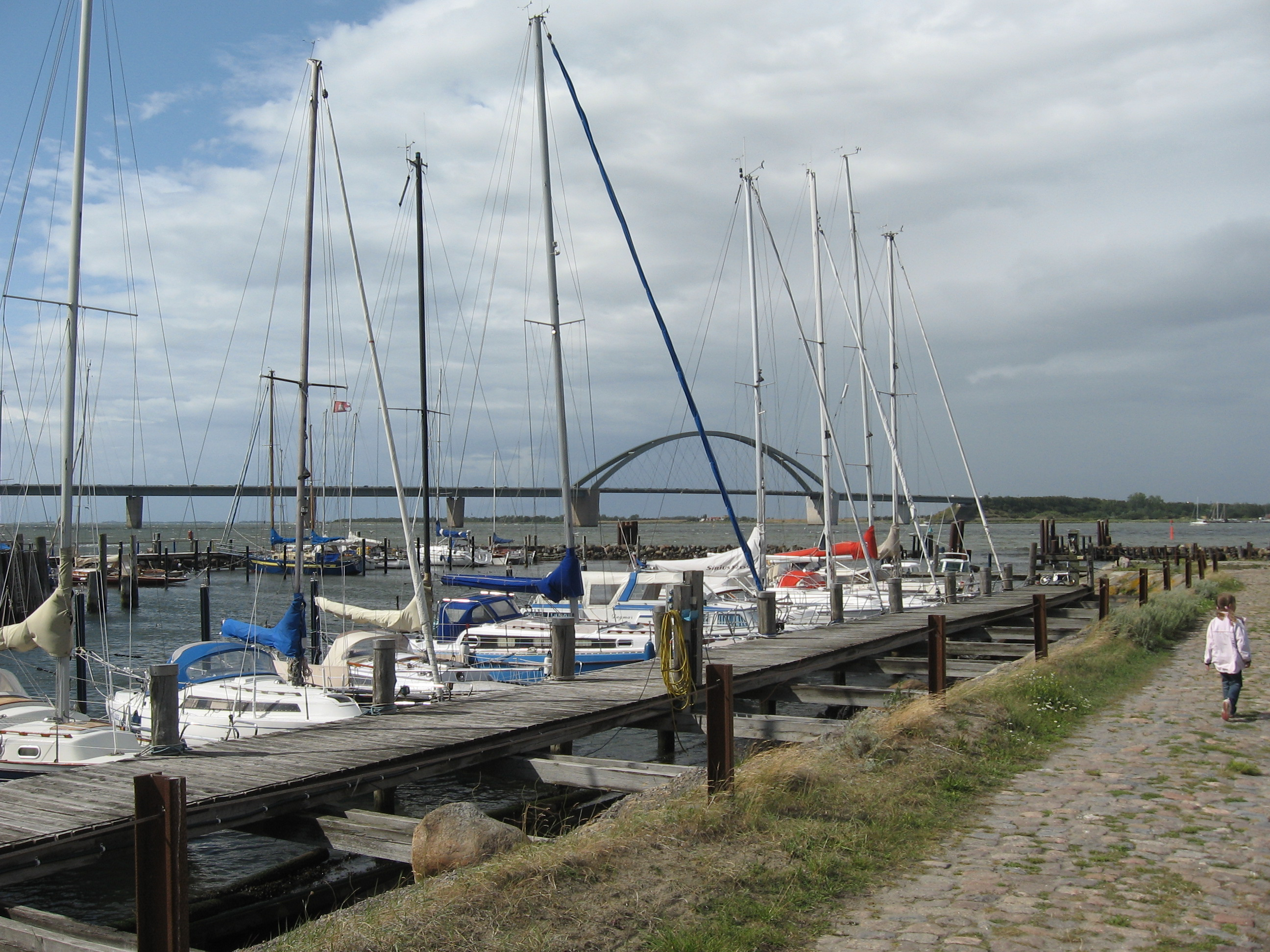
Yachthafen (2009)
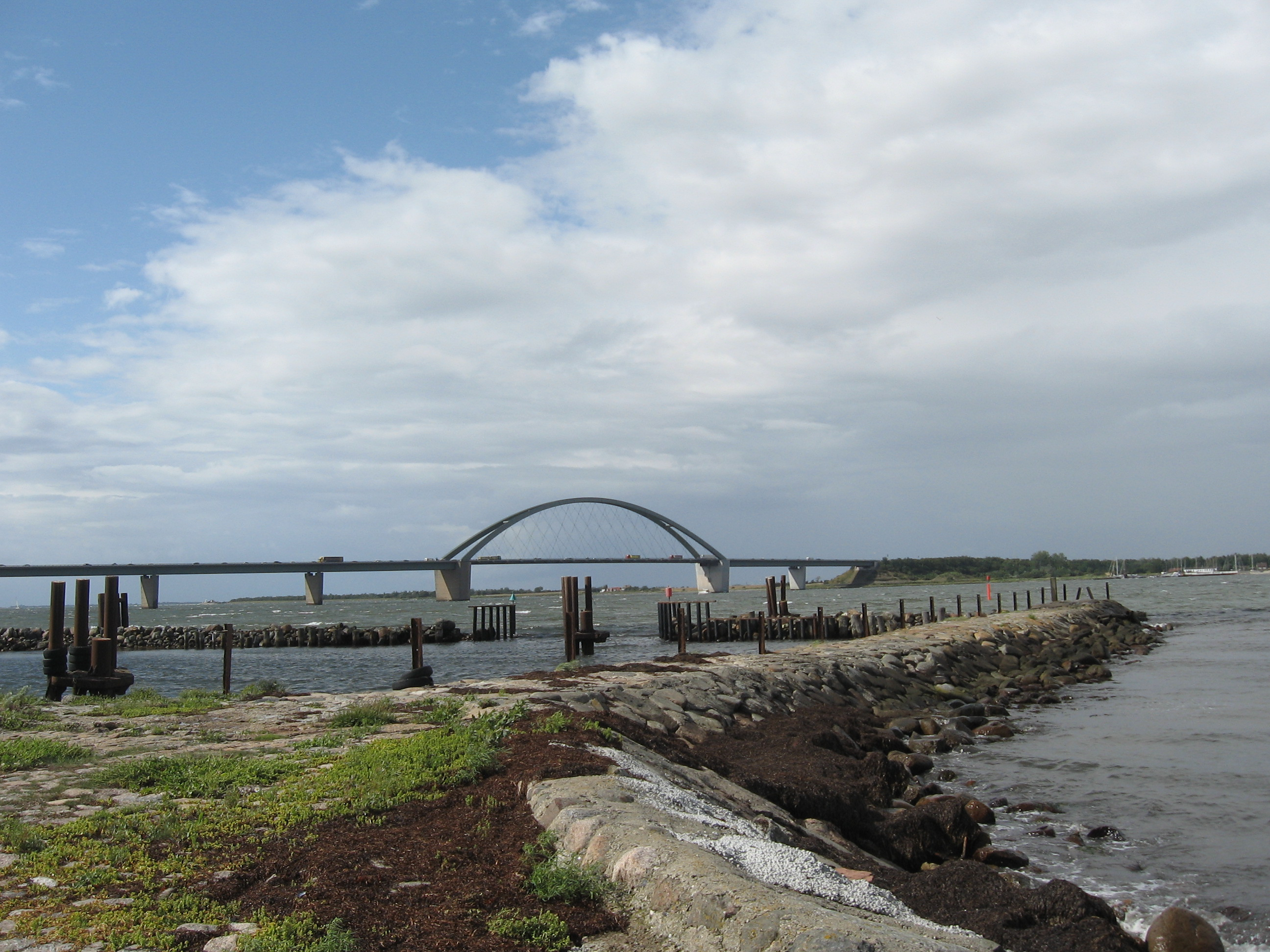
Mole vor Fehmarnsundbrücke (2009)
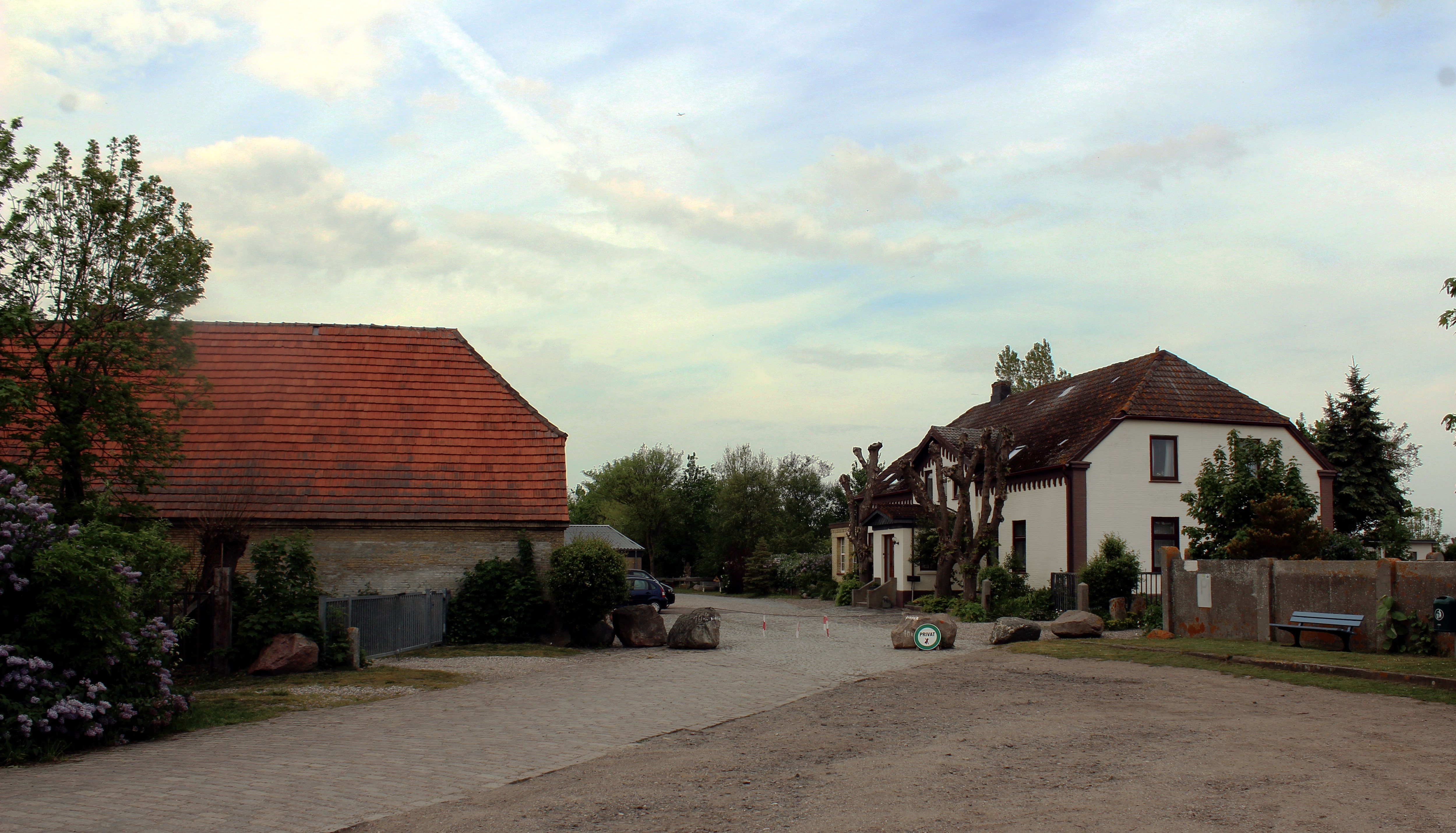
Wohngebäude in Großenbroder Fähre (2009)